# ポルチオ
ポルチオとは、子宮頸部のうちで膣（ヴァギナ）に突出した部位の名称である。ポルチオ性感帯とも呼ばれる。
ラテン語ではPortio vaginalis uteri（ポルティオー・ウァギナーリス・ウテリー）と呼び、この語群の初めの単語をとって「ポルチオ」と言うことが一部の間で定着している。
単語の意味としては、ポルティオーは「部分」を意味する名詞である。ウァギナーリスとウテリーはそれを修飾する語で、前者は形容詞で「膣の」、後者は子宮を意味するウテルスの属格である。
脚注
1. ↑  “ポルチオとは？ 開発するとセックスが気持ちいい？ | 医師監修 ｜ iro iro iroha 女性のきもちよさに寄り添う情報をお届けします”. iroha - (2024年4月16日). 2024年5月4日閲覧。
2. ↑  “オーガズムとは？女性の性的絶頂のメカニズムや体験方法 - 藤東クリニックお悩みコラム”. fujito.clinic. 2024年5月4日閲覧。